# PFC Rodopa Smolyan
El PFC Rodopa Smolyan (en búlgaro: ПФК Родопа Смолян) es un equipo de fútbol de Bulgaria que juega en la Tercera Liga Aficionada de Bulgaria, tercera categoría de fútbol en el país.

## Historia
Fue fundado en el año 1927 en la ciudad de Smolyan y su nombre deriva de las Montañas Ródope, en las cuales está ubicada la ciudad.
En la temporada 2003/04 logra el ascenso por primera vez a la A PFG, liga en la que han participado en cuatro temporadas, ya que principalmente han sido un club de categoría aficionada.

## Palmarés
- B PFG:

2002/03